# Halcyon senegaloides
Halcyon senegaloides е вид птица от семейство Halcyonidae.

## Разпространение
Видът е разпространен в Кения, Мозамбик, Сомалия, Танзания и Южна Африка.